# جون كولمان (لاعب كرة قاعدة)
جون كولمان (بالإنجليزية: John Coleman)‏ هو لاعب كرة قاعدة أمريكي، ولد في 29 يناير 1860 في فيلادلفيا في الولايات المتحدة، وتوفي في 27 يناير 1915 في بريستول في الولايات المتحدة.